# Huân chương Chula Chom Klao
Huân chương Chula Chom Klao (tiếng Anh: Order of Chula Chom Klao; tiếng Thái: เครื่องราชอิสริยาภรณ์จุลจอมเกล้า) là một tước hiệu của Thái Lan, được thành lập vào năm 1873 bởi Rama V để kỷ niệm Năm Thánh thứ 90 của Triều đại Chakri và mang tên ông (จุลจอมเกล้ Chula Chom Klao). Màu hồng phản ánh màu sinh nhật thứ ba của Vua Rama V.. Đối với nhân viên công vụ trung thành với chế độ quân chủ trong một thời gian dài. Trong đó, nhà vua có quyền ưu tiên ban các sắc lệnh hoàng gia.

## Các bậc
- Đại Thập tự (ปฐมจุลจอมเกล้าวิเศษ)
- Đại Chữ Thập (ปฐมจุลจอมเกล้า)
- Tổng tư lệnh (ทุติยจุลจอมเกล้าวิเศษ)
- Chỉ huy (ทุติยจุลจอมเกล้า)
- Đại Đồng hành (ตติยจุลจอมเกล้าวิเศษ)
- Đồng hành (ตติยจุลจอมเกล้า)
- Tiểu Đồng hành (ตติยานุจุลจอมเกล้า)
- Hiệp sĩ (จตุตถจุลจอมเกล้า)